# 일라니트
일라니트(ריטה, 본명: 한나 드레스네르(חנה דרזנר), 1962년 3월 24일 ~ )는 이스라엘의 가수이다. 유로비전 송 콘테스트 1973, 1977에서 이스라엘 대표로 참가했다.